# مي كساب
مي كساب (8 ديسمبر 1981 -)، مغنية وممثلة مصرية.

## عن حياتها
ولدت في طنطا، نشأت وترعرت في أجواء عائلة عشقت الفن وأحبته وعلمته لأبنائها، وكانت المشجع الأول لها والداعم في بناء خطواتها الأولى، وقد درست الموسيقى في الكلية الموسيقية، وأحب الأساتذة صوتها وساعدوها على بناء خطواتها في عالم الفن، حصلت على البطولة المطلقة في مسلسل تامر وشوقية، الأمر الذي فتح أمامها أبواب الأعمال الدرامية والبطولات السينمائية، وفي عام 2015 تزوجت من المغني الشعبي أوكا، وانجبت ثلاث أطفال هم فريدة، وداليدا، ونوح.

## أعمالها

### أعمالها التمثيلية

#### الأفلام
- 2007: خليج نعمة - زينة
- 2008: كباريه - سعاد
- 2008: بلطية العايمة - موجة
- 2009: الفرح - نسرين
- 2009: بوبوس - تهاني
- 2010: بون سوارية - إيمان
- 2010: رسائل البحر - بيسة
- 2011: 365 يوم سعادة - انتصار
- 2012: حلم عزيز - ماجدة
- 2012: حظ سعيد - سماح
- 2013: كلبي دليلي - مريم
- 2013: شمال يا دنيا
- 2013: 8% - بوسي / أزعرينا
- 2014: النبطشي - فيروز
- 2018: طلق صناعي
- 2019: الطيب والشرس واللعوب - زيزي اللعوب
- 2019: استدعاء ولي عمرو - نورا - عانس
- 2023: هارلي
- 2023: الخميس اللي جاي
- 2023: سنة أولى خطف

#### المسلسلات
- 2006 - 2009: تامر وشوقية (4 أجزاء) - شوقية
- 2006: لا أحد ينام في الإسكندرية - نعيمة
- 2007: قلب امرأة
- 2008: هيمة: أيام الضحك والدموع - منى
- 2009: خاص جدا
- 2009: كريمة كريمة ميرفت.
- 2010: عايزة أتجوز - ضيف شرف
- 2010: العتبة الحمرا - منصورة
- 2010: سنوات الحب والملح - زاهية
- 2011: راجل وست ستات ج8
- 2013: حاميها وحراميها - دنيا
- 2014: سرايا عابدين - شفق
- 2015: أريد رجلًا (ج1)، (ج2) - خوخة
- 2015: المطلقات ليلي
- 2015: لما تامر ساب شوقية شوقية
- 2016: جراب حواء - نجاة
- 2017: لأعلى سعر - فردوس
- 2018: واكلينها والعة (سبع صنايع) - ضيفة شرف
- 2020: اللعبة - شيماء
- 2021: فارس بلا جواز - نوسة الشمساوية
- 2021: زي القمر ج2 - (حكاية عقبال عوضك) شادية
- 2022: اللعبة 2: ليفل الوحش - شيماء
- 2022: موضوع عائلي ج2 - ضيفة شرف
- 2022: اللعبة 3: اللعب مع الكبار - شيماء
- 2022: أحلام سعيدة - ليلى
- 2023: جعفر العمدة - ثريا زوجة جعفر محمد رمضان
- 2024: العتاولة - عائشة[1]

#### المسلسلات الإذاعية
- 2016: تاهت ولقيناها
- 2018: أنا والفلوس وهواك
- 2020: دفعة محمد صلاح
- 2022: العصمة في إيدي

#### المسرحيات
- 2017: سوبر كيوت

#### البرامج
- 2010: لقاء مستحيل

### أعمالها الغنائية

#### الألبومات
- 2005 - حاجة تكسف تضمن 13 أغنية.
- 2007 - أحلى من الكلام ويتضمن 10 أغاني.
- 2013 - حبيبي وعدنى ويتضمن 10 أغاني
- 2019 - أنا لسه هنا ويتضمن 12 أغنية.
- 2022 - انا ماما ويتضمن 10 أغاني.

#### غناء شارات وأفلام
- تتر مسلسل بنت بنوت
- فيلم إعلان حالة حب.
- فيلم شمال يا دنيا.[2]
- فيلم إزاى البنات تحبك
- تتر مسلسل المطلقات البداية والنهاية
- تتر مسلسل كريمة كريمة

## وصلات خارجية
- مي كساب على موقع IMDb (الإنجليزية)
- مي كساب على موقع الدهليز
- مي كساب على موقع قاعدة بيانات الأفلام العربية
- مي كساب على موقع قاعدة بيانات الفيلم (الإنجليزية)